# Grablje (Ljubinje)
Pour les articles homonymes, voir Grablje.
Grablje (en serbe cyrillique : Грабље) est un village de Bosnie-Herzégovine. Il est situé dans la municipalité de Ljubinje et dans la république serbe de Bosnie. Selon les premiers résultats du recensement bosnien de 2013, il compte 31 habitants.

## Démographie

### Évolution historique de la population dans la localité
| 1948 | 1953 | 1961 | 1971 | 1981 | 1991 | 2013 |
| ---- | ---- | ---- | ---- | ---- | ---- | ---- |
| 135  | 119  | 101  | 91   | 88   | 81,  | 31   |

|  |